# Różyczka (Piotrówka)
Różyczka – przysiółek wsi Piotrówka w Polsce położony w województwie wielkopolskim, w powiecie kępińskim, w gminie Trzcinica. Wchodzi w skład sołectwa Piotrówka.
W latach 1975–1998 przysiółek należał administracyjnie do województwa kaliskiego.